# جیش الثوار
جیش الثوار یا ارتش انقلابیون (به عربی: جيش الثوار) یک گروه شورشی چند قومی درگیر در جنگ داخلی سوریه است این گروه در مه ۲۰۱۵ تأسیس شد اعضای این گروه را اعراب، کردها و ترکمن‌ها تشکیل می‌دهند. هدف این گروه مبارزه با دولت سوریه و دولت اسلامی عراق و شام (داعش) است. این گروه در استان‌های حلب، حما، ادلب و لاذقیه فعال است.
این گروه متحد یگان‌های مدافع خلق (YPG) است و از سال ۲۰۱۵ به عضویت نیروهای دموکراتیک سوریه درآمد.